# Yangmiao (köpinghuvudort i Kina, Jiangsu Sheng, lat 32,42, long 119,33)
Yangmiao (kinesiska: 杨庙, 杨庙镇) är en köpinghuvudort i Kina. Den ligger i provinsen Jiangsu, i den östra delen av landet, omkring 63 kilometer nordost om provinshuvudstaden Nanjing. Antalet invånare är 22 338. Befolkningen består av 10 977 kvinnor och 11 361 män. Barn under 15 år utgör 11,0 %, vuxna 15-64 år 77 %, och äldre över 65 år 10,0 %.
Runt Yangmiao är det tätbefolkat, med 636 invånare per kvadratkilometer. Närmaste större samhälle är Yangzhou, 10,2 km öster om Yangmiao. Trakten runt Yangmiao består till största delen av jordbruksmark.
Genomsnittlig årsnederbörd är 1 277 millimeter. Den regnigaste månaden är juli, med i genomsnitt 262 mm nederbörd, och den torraste är december, med 31 mm nederbörd.